# Augustus Giese
Augustus Giese (* 28. oder 29. September 1620 in Husum; † 15. Februar 1697 ebenda) war ein deutscher Jurist und Schriftsteller.

## Leben und Wirken
Augustus Giese war ein Sohn von Joachim Giese († 1644) und dessen Ehefrau Salome, geborene Moldenit († vor 1687). Der Vater arbeitete als Stadtsekretär und Ratsherr, ab 1632 auch als Schulaufseher in Husum. Seine Vorfahren stammten aus Mecklenburg-Schwerin, wo sein Vater Joachim Giese als Pastor wirkte. Die Mutter war eine Tochter von Asmus Moldenit, der im Osterteil Eiderstedts als Landschreiber tätig war. Ihre Familie stammte aus dem Herzogtum Schleswig. Augustus hatte die Brüder Friedrich und Joachim (* 4. Februar 1631; † 14. März 1694), der 1657 Pastor in Kaltenkirchen wurde, 1678 Archidiakon und 1679 Hauptpastor in Kiel und Katechismen und mehrere Leichenpredigten in den Druck gab.
Giese zeigte sich bereits als Kind sehr begabt und besuchte schon im Alter von vier Jahren die Schule in Husum. 1635 sagte er in der Schule ein langes Gedicht über den Untergang Nordstrands auf, das in lateinischen Hexametern geschrieben war. Da er von der Fürstenschule im Kloster Bordesholm ein Stipendium für ein Hochschulstudium erhielt, ist davon auszugehen, dass er auch diese Schule besuchte. Er begann sein Jurastudium 1636 in Rostock und studierte danach von 1637 bis 1639 in Königsberg. Anschließend lebte er zwei Jahre in Husum und setzte das Studium von 1642 bis 1644 in Helmstedt fort. Dort lernte er den Theologen Georg Calixt kennen und lebte im Haus des Juristen Hermann Conring. Sein hinterlassenes Stammbuch mit 35 Eintragungen der Zeit 1636 bis 1645 dokumentiert seine persönlichen Kontakte dieser Zeit; es befindet sich in der Königlichen Bibliothek in Kopenhagen.
1644 ging Giese, dem Wunsch seiner Mutter und einer entsprechenden Empfehlung Conrings folgend, wieder nach Husum. Hier folgte er auf seinen Vater als Stadtsekretär und Fürstlicher Gerichtssekretär. 1653 wurde er zum Ratsherrn und Richter ernannt. Er hatte eine sehr gute Beziehung zu Bürgermeister Caspar Danckwerth, mit dem er eine praktische Frömmigkeit teilte, die sich an sozialer Bewährung orientierte. In späteren Jahren freundete er sich mit den Professoren Christian Kortholt und Daniel Georg Morhof an.
Giese unterstützte, zumeist unbezahlt, arme Personen und galt aufgrund seiner Hilfsbereitschaft, der Rechtschaffenheit und des puritanischen Lebensstils als renommiert. Da er zu einem christlichen Handeln aufrief, dürfte der Umgang mit ihm nicht immer einfach gewesen sein. 1681 intrigierte der Pastor Martin Holmer und erhob falsche Anschuldigungen, wodurch er den Magistrat in Husum gegen den Gottorfer Hof aufbrachte. Giese, der in der Zwischenzeit Ratsältester geworden war, verlor wie die beiden Bürgermeister alle Ämter. Danach widmete er insbesondere der Schriftstellerei. 1693 erlitt er einen Schlaganfall und war danach halbseitig gelähmt.

## Werke
Gies schrieb viele Prosatexte, die Moller nach seinen Angaben auflistete. Viele dieser Werke, von denen es zumeist nur Handschriften gab, existieren heute nicht mehr. Die noch bekannten Texte sind jedoch wahrscheinlich repräsentativ für sein Schaffen als Schriftsteller. Giese schrieb bevorzugt in der Form von Sendschreiben und Traktaten, in denen er für seine Anliegen eintrat. Er verwendete viele Redewendungen und Bilder der Volkssprache und lehnte sich an volkstümlichen Predigten an. Außerdem setzte er oft Dialoge ein, wodurch seine Texte äußerst lebendig erscheinen. Moller schrieb, dass Gieses Texte denen von Johann Balthasar Schupp ähnelten.
Giese selbst schrieb über seine Arbeiten, dass er „nicht von einem Papier auf das ander, sondern auß dem Kopf zu Papier“ arbeite. Er zitierte ausschließlich aus der Bibel und nie klassische oder zeitgenössische Gelehrte. Er distanzierte sich damit bewusst von gelehrten orthodoxen Predigern, die aus seiner Sicht die Gemeindemitglieder nicht erreichten und daher keine Wirkung erzielen konnten. Er selbst wollte das Christentum praktisch umsetzen und sah das größte Problem seiner Zeit in der harten Trennung von weltlichen und geistlichen Interessen, die dazu führte, dass sich Gemeinde und Amtskirche voneinander entfernten. Er sah es daher als sein Recht an, sich auch als Laie zu theologischen Themen äußern zu dürfen und das Gemeinwesen, insbesondere im Bereich der Armenpflege, zu stärken.

## Familie
Um 1647 heiratete Giese Anna Axen. Sie war die älteste Tochter des Husumer Bürgermeister Titus Axen und eine Schwester des Gelehrten Peter Axen. Aus Gieses Ehe stammten die Tochter Oßele, die den Husumer Bürgermeister Harro Feddersen heiratete, und sieben Söhne, unter ihnen Joachim (* 12. Oktober 1648; 25. Dezember 1712). Er wirkte 1680/81 als Pastor in Padeleck, einem 1634 weitgehend zerstörten und 1717 aufgegebenen Ort in der Lundenbergharde, 1681–91 als Hofprediger in Husum und von 1691 bis 1709 als Archidiakon der Husumer Marienkirche.